# Giro del Trentino 2008
Il Giro del Trentino 2008, trentaduesima edizione della corsa, si è svolto tra martedì 22 aprile e venerdì 25 aprile 2008 lungo un percorso totale di 539,3 km, suddiviso in quattro tappe. Faceva parte del circuito UCI Europe Tour 2008, categoria 2.1, ed è stato vinto da Vincenzo Nibali.

## Tappe
| Tappa  | Data      | Percorso                                       | km    | Vincitore di tappa   | Leader cl. generale  |
| ------ | --------- | ---------------------------------------------- | ----- | -------------------- | -------------------- |
| 1ª     | 22 aprile | Arco > Riva del Garda (cronometro individuale) | 9,68  | Volodymyr Zahorodnij | Volodymyr Zahorodnij |
| 2ª     | 23 aprile | Torbole sul Garda > Torri del Benaco           | 178   | Stefano Garzelli     | Jure Golčer          |
| 3ª     | 24 aprile | Torri del Benaco > Folgaria                    | 173   | Vincenzo Nibali      | Vincenzo Nibali      |
| 4ª     | 25 aprile | Lavarone > Peio Terme                          | 178,6 | Stefano Garzelli     | Vincenzo Nibali      |
| Totale | Totale    | Totale                                         | 539,3 |                      |                      |

## Squadre partecipanti
| N.      | Cod. | Squadra                  |
| ------- | ---- | ------------------------ |
| 1-8     | QST  | Quick Step               |
| 11-18   | LIQ  | Liquigas                 |
| 21-28   | LAM  | Lampre                   |
| 31-38   | COF  | Cofidis                  |
| 41-48   | ALM  | AG2R La Mondiale         |
| 51-58   | LPR  | LPR Brakes-Ballan        |
| 61-68   | SDA  | S. Diquigiovanni-Androni |
| 71-78   | ASA  | Acqua & Sapone           |
| 81-88   | TCS  | Tinkoff Credit Systems   |
| 91-98   | CSF  | CSF Group-Navigare       |
| 101-108 | BAR  | Barloworld               |

| N.      | Cod. | Squadra                    |
| ------- | ---- | -------------------------- |
| 111-118 | NGC  | NGC Medical-OTC            |
| 121-128 | ELK  | ELK Haus-Simplon           |
| 131-138 | VBG  | Team Volksbank             |
| 141-148 | GAP  | Preti Mangimi-Prisma Stufe |
| 151-158 | FLM  | Ceramica Flaminia          |
| 161-168 | ADR  | Adria Mobil                |
| 171-178 | MIE  | Miche-Silver Cross         |
| 181-188 | NEP  | Team Nippo-Endeka          |
| 191-198 | KPT  | Katay Cycling Team         |
| 201-208 | AMO  | Amore & Vita-McDonald's    |

## Dettagli delle tappe

### 1ª tappa
- 22 aprile: Arco > Riva del Garda – 9,68 km

Risultati
| Pos. | Corridore            | Squadra     | Tempo  |
| ---- | -------------------- | ----------- | ------ |
| 1    | Volodymyr Zahorodnij | NGC Medical | 11'08" |
| 2    | Jure Golčer          | LPR Brakes  | a 1"   |
| 3    | Vladimir Miholjević  | Liquigas    | a 6"   |

| Pos. | Corridore            | Squadra     | Tempo  |
| ---- | -------------------- | ----------- | ------ |
| 1    | Volodymyr Zahorodnij | NGC Medical | 11'08" |
| 2    | Jure Golčer          | LPR Brakes  | a 1"   |
| 3    | Vladimir Miholjević  | Liquigas    | a 6"   |

### 2ª tappa
- 23 aprile: Torbole sul Garda > Torri del Benaco – 178 km

Risultati
| Pos. | Corridore         | Squadra      | Tempo    |
| ---- | ----------------- | ------------ | -------- |
| 1    | Stefano Garzelli  | Acqua & Sap. | 4h33'16" |
| 2    | Mauro Finetto     | CSF Group    | s.t.     |
| 3    | Riccardo Chiarini | LPR Brakes   | s.t.     |

| Pos. | Corridore           | Squadra    | Tempo    |
| ---- | ------------------- | ---------- | -------- |
| 1    | Jure Golčer         | LPR Brakes | 4h44'26" |
| 2    | Mauro Finetto       | CSF Group  | a 4"     |
| 3    | Vladimir Miholjević | Liquigas   | s.t.     |

### 3ª tappa
- 24 aprile: Torri del Benaco > Folgaria – 173 km

Risultati
| Pos. | Corridore         | Squadra       | Tempo    |
| ---- | ----------------- | ------------- | -------- |
| 1    | Vincenzo Nibali   | Liquigas      | 4h33'44" |
| 2    | Franco Pellizotti | Liquigas      | a 12"    |
| 3    | Gilberto Simoni   | Diquigiovanni | s.t.     |

| Pos. | Corridore        | Squadra      | Tempo    |
| ---- | ---------------- | ------------ | -------- |
| 1    | Vincenzo Nibali  | Liquigas     | 9h18'17" |
| 2    | Jure Golčer      | LPR Brakes   | a 27"    |
| 3    | Stefano Garzelli | Acqua & Sap. | a 31"    |

### 4ª tappa
- 25 aprile: Lavarone > Peio Terme – 178,6 km

Risultati
| Pos. | Corridore         | Squadra      | Tempo    |
| ---- | ----------------- | ------------ | -------- |
| 1    | Stefano Garzelli  | Acqua & Sap. | 4h42'56" |
| 2    | Fortunato Baliani | CSF Group    | s.t.     |
| 3    | Emanuele Sella    | CSF Group    | s.t.     |

| Pos. | Corridore          | Squadra      | Tempo     |
| ---- | ------------------ | ------------ | --------- |
| 1    | Vincenzo Nibali    | Liquigas     | 14h01'09" |
| 2    | Stefano Garzelli   | Acqua & Sap. | a 15"     |
| 3    | Domenico Pozzovivo | CSF Group    | a 31"     |

## Evoluzione delle classifiche
| Tappa              | Vincitore            | Classifica generale Maglia rossa | Classifica sprint Maglia bianca | Classifica scalatori Maglia verde | Classifica a squadre |
| ------------------ | -------------------- | -------------------------------- | ------------------------------- | --------------------------------- | -------------------- |
| 1ª                 | Volodymyr Zahorodnij | Volodymyr Zahorodnij             | non assegnata                   | non assegnata                     |                      |
| 2ª                 | Stefano Garzelli     | Jure Golčer                      | Hubert Kryś                     | Emanuele Sella                    |                      |
| 3ª                 | Vincenzo Nibali      | Vincenzo Nibali                  | Hubert Kryś                     | Emanuele Sella                    |                      |
| 4ª                 | Stefano Garzelli     | Vincenzo Nibali                  | Hubert Kryś                     | Emanuele Sella                    | CSF Group-Navigare   |
| Classifiche finali | Classifiche finali   | Vincenzo Nibali                  | Hubert Kryś                     | Emanuele Sella                    | CSF Group-Navigare   |

## Classifiche finali

### Classifica generale - Maglia rossa
| Pos. | Corridore          | Squadra       | Tempo     |
| ---- | ------------------ | ------------- | --------- |
| 1    | Vincenzo Nibali    | Liquigas      | 14h01'09" |
| 2    | Stefano Garzelli   | Acqua & Sap.  | a 15"     |
| 3    | Domenico Pozzovivo | CSF Group     | a 31"     |
| 4    | Jure Golčer        | LPR Brakes    | a 33"     |
| 5    | Francesco Bellotti | Barloworld    | a 34"     |
| 6    | Fortunato Baliani  | CSF Group     | a 43"     |
| 7    | Emanuele Sella     | CSF Group     | a 48"     |
| 8    | Sylwester Szmyd    | Lampre        | a 50"     |
| 9    | José Serpa         | Diquigiovanni | a 51"     |
| 10   | Evgenij Petrov     | Tinkoff       | a 58"     |

### Classifica scalatori - Maglia verde
| Pos. | Corridore         | Squadra       | Punti |
| ---- | ----------------- | ------------- | ----- |
| 1    | Emanuele Sella    | CSF Group     | 18    |
| 2    | Ivan Rovnyj       | Tinkoff       | 10    |
| 3    | Stefano Garzelli  | Acqua & Sap.  | 8     |
| 4    | Vincenzo Nibali   | Liquigas      | 6     |
| 5    | Leonardo Giordani | Cer. Flaminia | 6     |

### Classifica sprint - Maglia azzurra
| Pos. | Corridore          | Squadra       | Punti |
| ---- | ------------------ | ------------- | ----- |
| 1    | Hubert Kryś        | Cer. Flaminia | 10    |
| 2    | Sébastien Portal   | Cofidis       | 6     |
| 3    | Leonardo Giordani  | Cer. Flaminia | 6     |
| 4    | Domenico Agosta    | Nippo-Endeka  | 4     |
| 5    | Dmytro Hrabovs'kyj | Quick Step    | 4     |

### Classifica a squadre
| Pos. | Squadra                          | Tempo     |
| ---- | -------------------------------- | --------- |
| 1    | CSF Group-Navigare               | 42h04'56" |
| 2    | LPR Brakes-Ballan                | a 1'32"   |
| 3    | Liquigasuigas                    | a 2'13"   |
| 4    | Serramenti Diquigiovanni-Androni | a 2'20"   |
| 5    | Acqua & Sapone-Caffè Mokambo     | a 3'26"   |